# مایکل استایپ
جان مایکل استایپ (به انگلیسی: John Michael Stipe) خواننده و ترانه‌سرا اصلی گروه آر.ای.ام. است.
استایپ که بودایی است به دلیل شعرهای سوررئال و پیچیده خود معروف شده‌است. وی را می‌توان یک منتقد سرسخت سیاسی و اجتماعی هم به‌شمار آورد. او سرپرست دختر کورت کوبین است.

## زندگی‌نامه
مایکل استایپ در ۴ ژانویه ۱۹۶۰ میلادی در دکیتور ایالت جورجیا آمریکا متولد شد. استایپ بعد از اتمام دوره دبیرستان، تحصیلات خود را در رشته نقاشی و عکاسی در دانشگاه جورجیا ادامه داد و توانست مدرک لیسانس خود را در این رشته اخذ نماید.
وی دارای گرایش جنسی، دوجنس‌گرا است.